# Gustaf Ernst von Bildstein

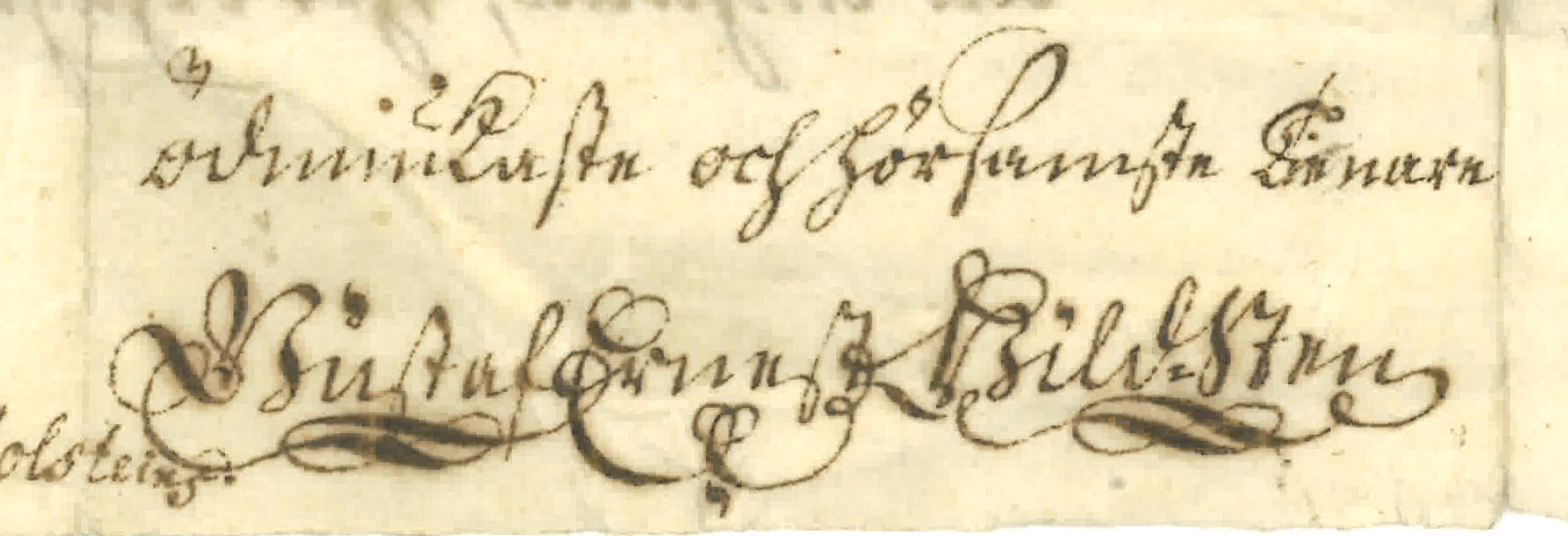
Gustaf Ernst von Bildsteins namnteckning på ett brev avsänt från Köpenhamn i juli 1737 till professor Kilian Stobæus i Lund.

Gustaf Ernst von Bildstein, född 1 maj 1703 i Stockholm, död 19 augusti 1769, var en svensk professor i teologi.

## Biografi
von Bildstein inledde 1719 sina studier vid Lunds universitet, men flyttade två år senare till Uppsala, varifrån han ytterligare två år senare flyttade tillbaka till Lund. Efter att år 1724 besökt Danmark som kommissionssekreterare hos Per Adlerfelt, svensk envoyé i Köpenhamn - och där gjort så stort intryck med sin lärdom och bildning att han erbjudits teologie doktorsgraden och en extra ordinarie professorstjänst - återvände han år 1729 till Lund. Här disputerade han i teologi och utnämndes 1733 till docent i teologi, vitterhet och europeiska språk.
Som nyutnämnd docent anställdes von Bildstein av Fredrik Trolle på Näs såsom informator åt sonen Arvid Trolle, vilket lär ha påverkat denne till att slå in på den akademiska banan. Under tiden på Näs fortsatte von Bildstein dock sin akademiska karriär; han disputerade åter i teologi 1735 för Andreas Rydelius och blev adjunkt i teologi, varefter han prästvigdes 1736. 1745, efter att ha återvänt till Lund, promoverades han till filosofie magister, och 1746 till teologie doktor.
1748 höll von Bildstein ett mycket kontroversiellt tal för att uppmärksamma prins Carls födelse, där han i hårda ordalag kritiserade frihetstidens partiväsende i allmänhet och Hattpartiet i synnerhet. Detta förorsakade kanslirätten att varna von Bildstein och avtvinga honom ett löfte att aldrig mer hålla ett akademiskt tal. Detta hindrade dock inte hans karriär; von Bildstein ansågs som en mycket lärd akademiker – Lars von Engeström karaktäriserade honom till och med som ”för lärd” – och han utnämndes 1750 till fjärde professor i teologi och 1763 till tredje professor i samma ämne. 1759 tjänstgjorde han som universitetets rektor. Utövandet av de senare tjänsterna torde dock ha komplicerats av hans allt värre ögonproblem.
Bildstein var även berömd för ”skägg och moustascher, hvilka han med synnerlig soin putsade och befingrade fast alla minuter”, vilket ledde till att han fick öknamnet ”professor Sjuskägg”.
Trots sitt efternamn var von Bildstein inte adlig, utan tog namnet från en avlägsen släkting; generalmajor Carl Bildstein.
Han gifte sig 1736 med Lyche Sophia Friis, en av tidens mest lärda kvinnor, som han hade träffat när de båda var anställda som informatorer på Näs. Efter hennes död 1747 gifte han om sig med Petronella Munthe.